# Selección de rugby de Martinica
La selección de rugby de Martinica,  representa al Departamento de ultramar francés en las competiciones oficiales de rugby.
Esta regulada por el Comité Territorial de Rugby de la Martinique.
Está afiliado a Rugby Americas North, la confederación norteamericana en la cual compite oficialmente desde 2019, además participó en los extintos Campeonatos del Caribe desde 1973.

## Palmarés
- Rugby Americas North Cup (1): 2019

## Participación en copas

### Copa del Mundo
- no ha clasificado

### Rugby Americas North Cup
- RAN Cup 2019: Campeón Zona sur